# Баллера – Мумба
Баллера — Мумба — газопровід в суміжних районах штатів Квінсленд та Південна Австралія. Офіційно відомий як Ballera to Moomba Transmission Line.
Рішення щодо розробки родовищ басейну Ероманга (північно-східна частина басейну Купер-Ероманга) прийняли після отримання погодження від штату Квінсленд на продаж частини продукції у штаті Південна Австралія. Як наслідок, певні обсяги газу, що не пройшов підготовку («сирого»), спрямовуються з Квінсленду на газопереробний завод Мумба, для чого в 1993-му проклали трубопровід Баллера — Мумба довжиною 181 кілометр і діаметром 400 мм. Поставки почались у 1994 році.
Не пізніше 1996-го почав роботу газопереробний завод Баллера, що провадить підготовку частини продукції басейну Ероманга для поставки його споживачам Квінсленду. ГПЗ Баллера вилучає певні обсяги конденсату та зрідженого нафтового газу (ЗНГ, пропан-бутанова фракція), проте не має окремої інфраструктури для їх вивозу. Натомість конденсат та ЗНГ знову домішують до «сирого» газу, що призначений для ГПЗ Мумба, та транспортують у загальному потоці по трубопроводу Баллера — Мумба (на ГПЗ Мумба їх повторно вилучають для подальшої поставки по нафто-конденсато-ЗНГ-трубопроводу Мумба – Порт-Бонітон).
Можливо також відзначити, що наприкінці 2000-х між Мумба та Баллера проклали газопровід, який призначений для обміну товарним газом.